# 1936 Lugano
1936 Lugano elleer 1973 WD är en asteroid i huvudbältet som upptäcktes den 24 november 1973 av den Schweiziska astronomen Paul Wild vid Observatorium Zimmerwald. Den har fått sitt namn efter den Schweiziska staden Lugano.
Asteroiden har en diameter på ungefär 31 kilometer och den tillhör asteroidgruppen Adeona.